# Hidraulikus kovácssajtó

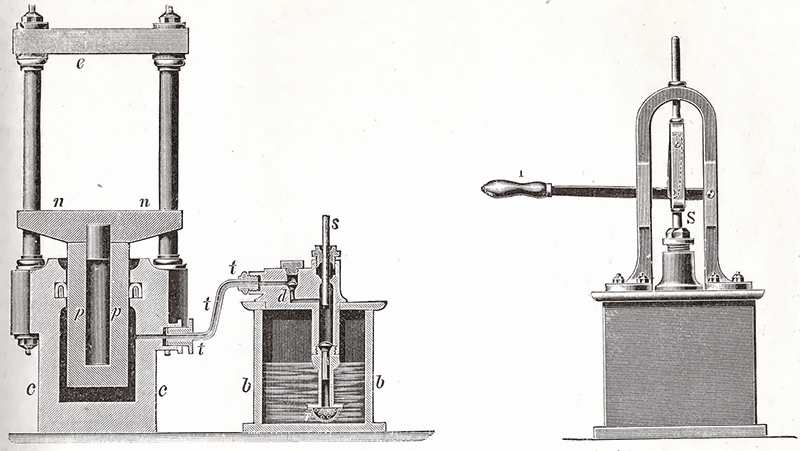
A Bramah-féle sajtó rajza

A hidraulikus kovácssajtók a szabadalakító kovácsolás jellegzetes alakító berendezései. Elsősorban nagyméretű kovácsdarabok, kovácstuskók alakítására használják. Működtetésére általában nagynyomású vizet használnak (~3000 kPa), de a kisméretű sajtókat olajjal működtetik. A 19. század közepén kezdték el gyártani Joseph Bramah angol mérnök-feltaláló tervei alapján. A sajtó működése azon alapul, hogy a folyadékok a nyomást minden irányban gyengítetlenül továbbadják. Ha tehát egy kis átmérőjű vezérlő dugattyúval nyomást fejtünk ki a zárt rendszerben lévő folyadékra, akkor ez a nyomás hat a nagy átmérőjű munkadugattyúra, ami az elszorított folyadék térfogattal arányos mértékben mozdul el, miközben a vezérlő dugattyúval kifejtett erőnek arányosan többszörösét képes kifejteni. Tehát kis működtető erővel nagy munkanyomást lehet elérni.
A kovácsolás céljára épített hidraulikus sajtók alaptípusa a négyoszlopos kovácssajtó, régebben kis erőkifejtésre alkalmas sajtókat C alakú állvánnyal is terveztek. A korszerű hidraulikus sajtók gyors működésűek, alsó hengerrel és két oszloppal vagy zárt kerettel készülnek. A hidraulikus sajtók erőfüggő alakító gépek (ellentétben a kalapácsokkal, amelyek munka jellegűek), ami azt jelenti, hogy az alakítás mindaddig folytatódik, ameddig a fellépő alakító erő el nem éri a sajtó nyomóerejét.

## Négyoszlopos hidraulikus sajtók

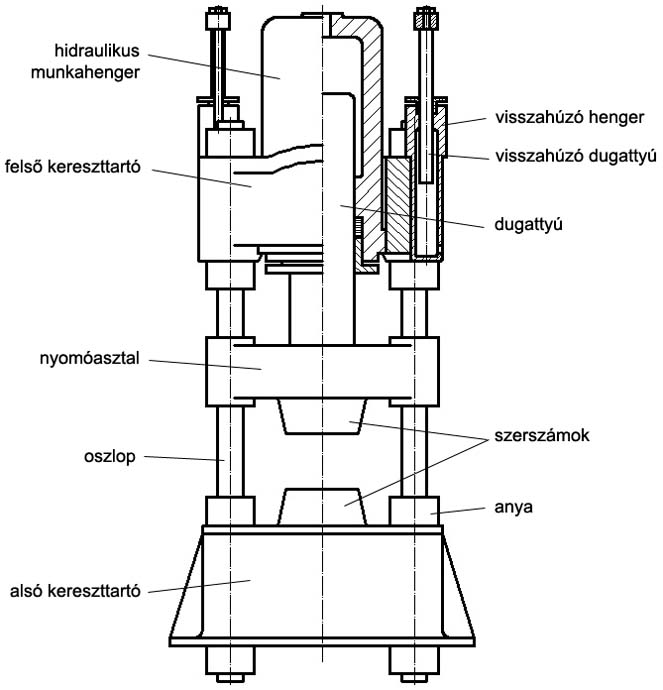
Négyoszlopos hidraulikus sajtó szerkezete

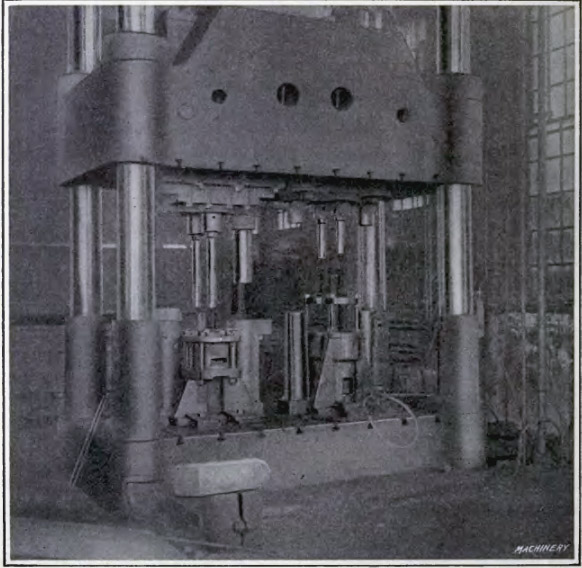
Négyoszlopos hidraulikus sajtó

A sajtó alsó eleme az alsó kereszttartó, erre van felszerelve az alsó alakító szerszám. A legfölső elem a felső kereszttartó, ami a hidraulikus munkahengert hordozza. A munkahengerben mozog a hidraulikus dugattyú, ami kivitelét tekintve búvárdugattyú, azaz nem tányéros kivitelű. A dugattyúhoz kapcsolódik a mozgó nyomóasztal, a felső szerszámmal. Az alsó és a felső kereszttartót négy hengeres oszlop fogja össze, és egyúttal ezek az oszlopok biztosítják a mozgó nyomóasztal vezetését is. Minthogy a búvárdugattyú csak a lefelé ható nyomást képes mozgássá alakítani, az alakító művelet elvégzése után – az alsó helyzetből – más módszerrel kell visszajuttatni a fölső állásba. Erre a célra külön visszahúzó vagy -toló hidraulikus rendszereket alkalmaznak.
A névleges nyomóerőt a víznyomás (p) és a dugattyúfelszín (A) ismeretében lehet számolni:
{\displaystyle F_{n}=p\cdot A}.
Ez az erő nem azonos az alakításra fordítható erővel, mivel a nagy folyadéknyomás miatt szükséges szoros tömítések okozta súrlódó erő és a visszahúzó hengerekben lévő folyadék kiszorításához szükséges erő csökkenti ezt. 
A hidraulikus munkahenger a nagy víznyomás következtében erős összetett igénybevételnek van kitéve, ezért a falvastagságát gondosan kell méretezni. A külső (dk) és a belső átmérők (db) viszonyát az ún. kazánképlettel szokás számolni:
{\displaystyle {\frac {d_{k}}{d_{b}}}={\sqrt {\frac {\sigma +0,4\cdot p}{\sigma -1,3\cdot p}}}}.
A hengerfeneket ettől is vastagabbra tervezik.
A dugattyú nyomó igénybevételt kap. Kovácsolással készítik, felülete köszörült. A kisebb sajtókon tömör kivitelű, a nagyobbakon üreges. Ugyancsak kovácsolással készülnek az oszlopok, a nagy sajtóké üreges. Fő igénybevételük elvileg húzó jellegű, de nem szabad megfeledkezni az excentrikus terhelésekből adódó hajlító igénybevételről és a hőfeszültségről sem. Különleges az oszlopanyák kivitele: a szerelhetőség okán két félből állnak, így helyezik fel, csavarokkal összefogják, majd meghúzzák. A menet profilja fűrészfog alakú. Az alsó és a felső nyomóasztal hajlító igénybevételt kap.
A 3000 tonna nyomóerő fölötti sajtók három munkahengerrel készülnek. Így három különböző nyomóerővel lehet használni a sajtót – a működtetett hengerek (a középső, a két szélső, illetve mindhárom) számától függően. Nagyobb sajtókon az alsó kereszttartóba épített présasztal – az alsó szerszámmal együtt – eltolható (hidraulikus mozgató berendezéssel), így könnyebben tudják a nagyméretű kovácstuskókat kezelni és bizonyos kovácsolási műveleteket elvégezni.
A visszahúzó berendezések általában hidraulikus elven működnek, és kiviteltől, illetve mérettől függően az alsó vagy a felső kereszttartó és a mozgó asztal között helyezik el.

## Alsó hengeres hidraulikus sajtók
A hagyományos négyoszlopos hidraulikus sajtók nagy magasságú berendezések, ami több hátránnyal is jár. Ilyen például – az esetenkénti instabilis jelenségek mellett – a csarnok nehéz „bedaruzhatósága”. Ez vezette a tervezőket az 1950-es évek végén az alsó hengeres hidraulikus sajtók megalkotására, amivel a sajtó magasságát akár a felére is lecsökkenthetővé tették. A megoldást úgy kell elképzelni, hogy a sajtót 180°-kal elfordították, a hagyományosan mozgó nyomóasztal lett az álló elem, ezen támaszkodik fel az egész szerkezet. Az eddigi alsó kereszttartó felülre, a felső alulra került, és az egész keretszerkezet elmozdul az alakítási folyamat során. Egyben ez jelenti a megoldás fő hátrányát, mégpedig a nagy mozgatandó tömeget. Az alsó hengeres kivitel mellett másik szembetűnő különbség az, hogy csupán két, átlósan elhelyezett oszlopot alkalmaznak, így a kovácsoló manipulátor jobban elfér a kovácsdarab kezelése során, és a szerszámcsere is egyszerűbb.
Az alsó hengeres hidraulikus kovácssajtók legújabb típusa zárt keretszerkezettel készül. A keretet vastag durvalemez tagokból állítják össze. Az ilyen sajtók sokkal alkalmasabbak az excentrikus terhelések felvételére.

## A nagynyomású folyadék előállítása
A hidraulikus kovácssajtókat nagynyomású vízzel vagy olajjal működtetik. A nagynyomású folyadékot nyomásfokozóval vagy présvíz- (olaj-) szivattyúkkal állítják elő. A nyomásfokozók többnyire hidraulikus vagy forgattyús elven működnek, és a feladatuk az, hogy a központi présvíztelep által szolgáltatott víz nyomását „üzemi” szintre növeljék (3000–4000 kPa). A vízszivattyúk ~2000 kPa nyomású vizet tudnak előállítani. A nagynyomású vízszivattyúk általában egyhatásúak és – az egyenletesebb vízszállítás érdekében – háromhengeresek. A nagynyomású olajszivattyúk különböző forgató mechanizmusokkal működtetett dugattyús kivitelűek. A nagynyomású folyadék-körbe – a nyomáskülönbségek és lüktetések kiküszöbölésére – folyadékakkumulátort is beiktatnak. Ez általában pneumatikus elven működő légakkumulátor, de régebben súlyakkumulátort is használtak.

## További képek

A hidraulikus sajtó elve
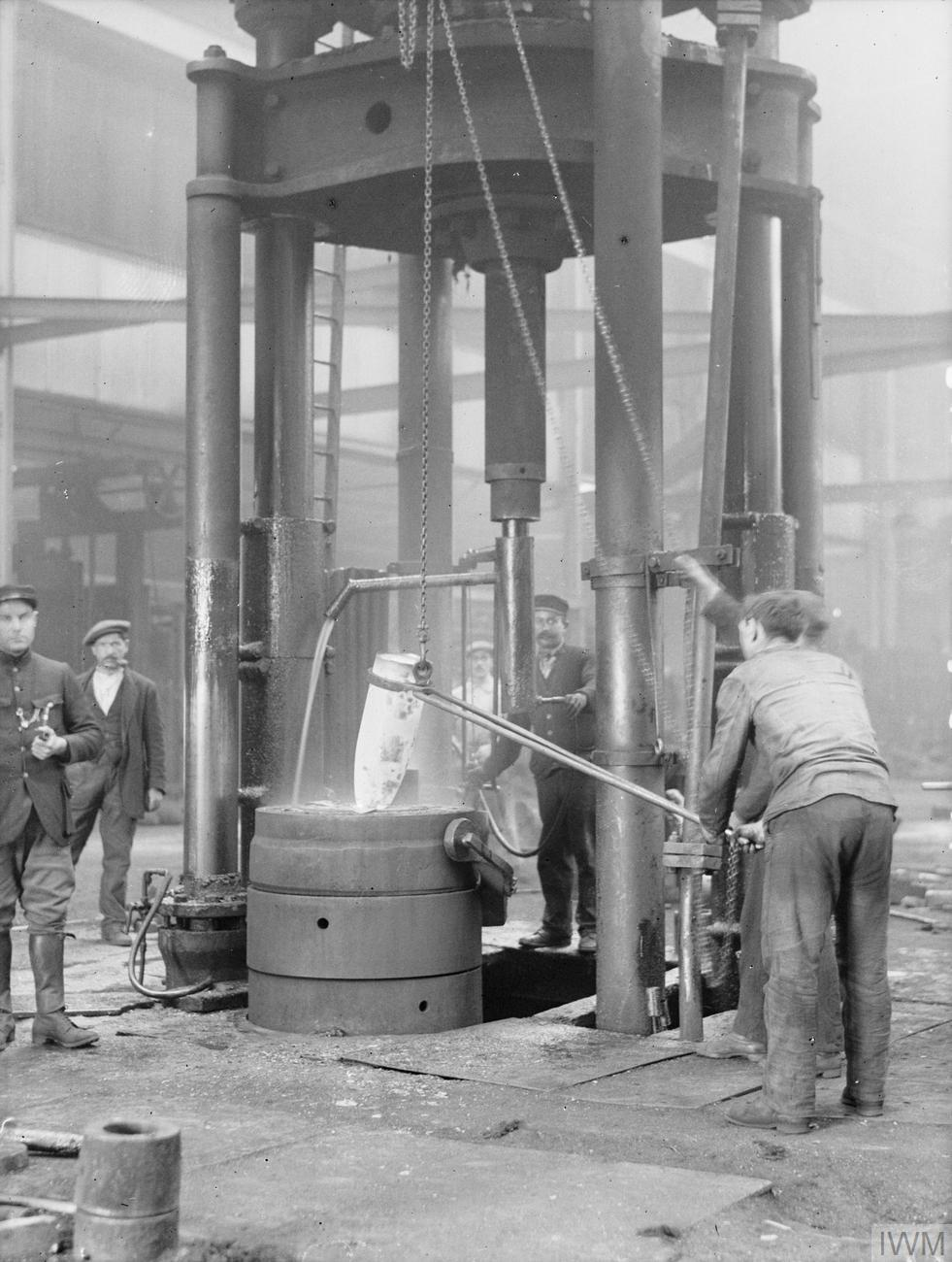
Kisméretű négyoszlopos hidraulikus sajtó
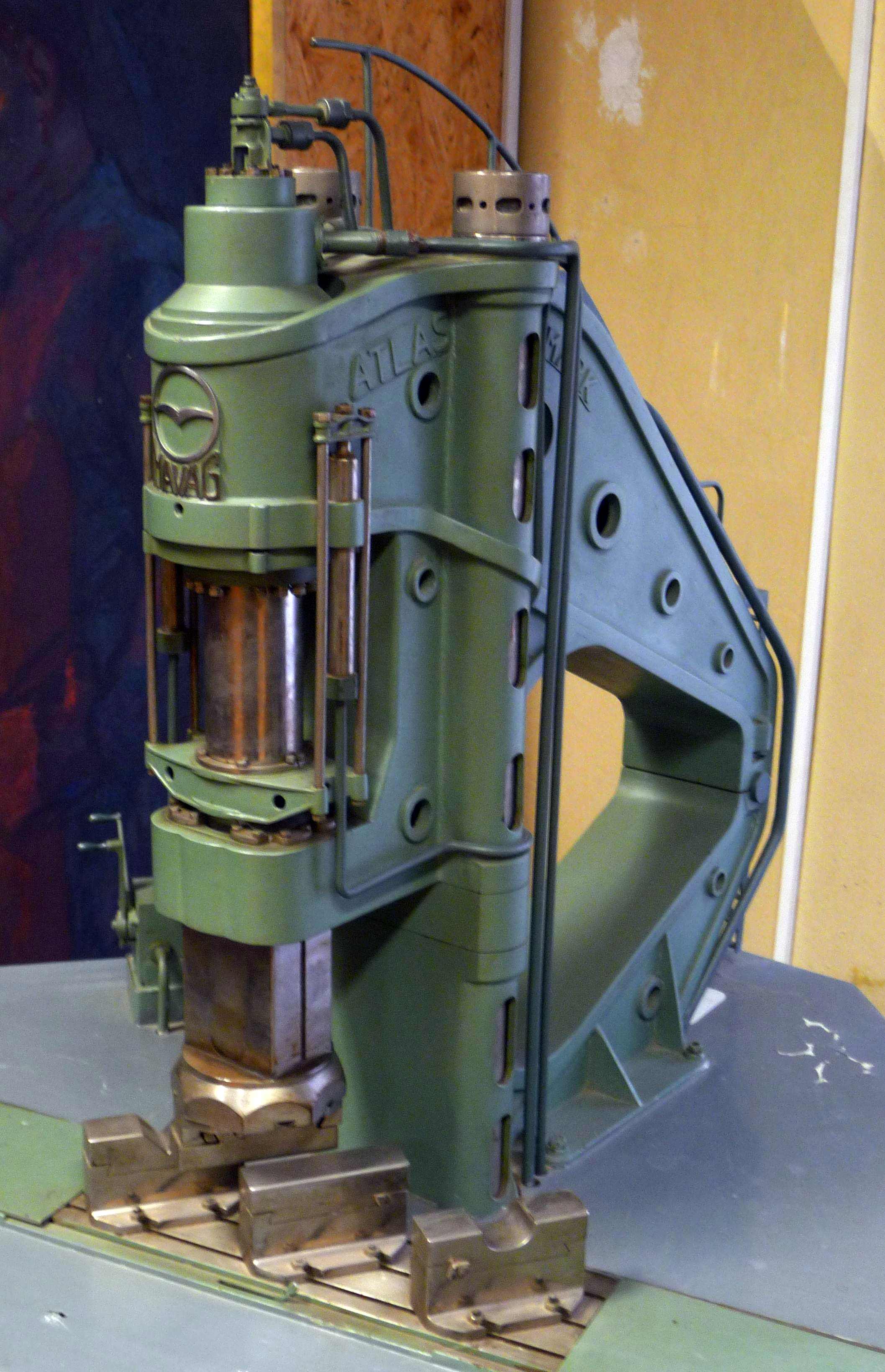
C-állványú hidraulikus sajtó makettje a Kohászati Múzeumban